# Fernando Lopes dos Santos Varela
Fernando Lopes dos Santos Varela (Cascais, 1987. november 26. –) portugál születésű zöld-foki válogatott labdarúgó, a görög PAOK hátvédje.